# Bernard Croisile
Pour les articles homonymes, voir Croisille.
Bernard Croisile est un neurologue et neuropsychologue français, exerçant aux Hospices civils de Lyon. Il est l'auteur de plusieurs ouvrages sur la mémoire et la maladie d'Alzheimer, et il est le cofondateur du site d'entrainement cérébral HappyNeuron.
Le 21 avril 2015, il participe à des sujets explicatifs sur la mémoire dans le jeu de France 2 Tout le monde joue avec la mémoire.